# High Plains (Vereinigte Staaten)

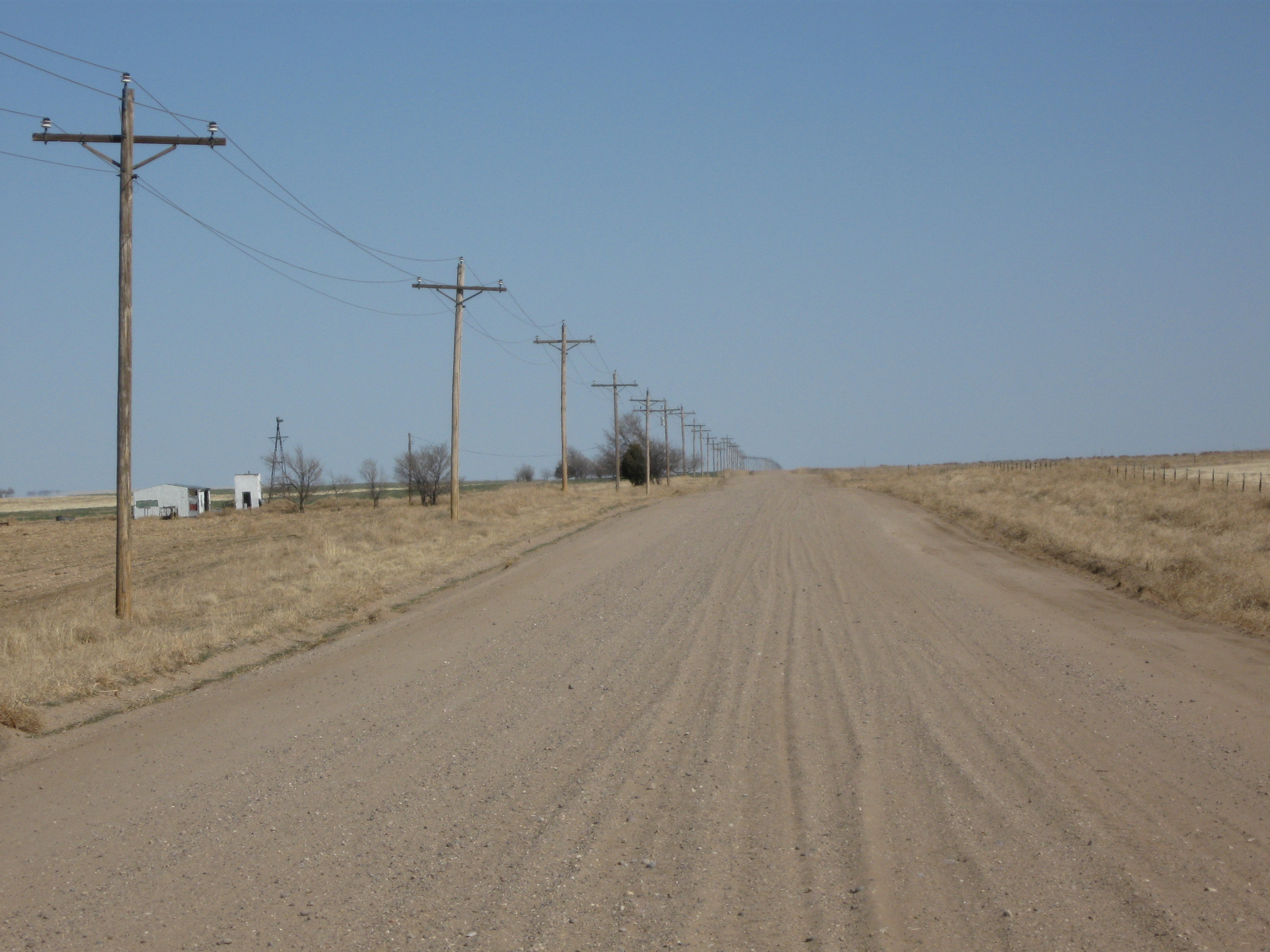
Eine Schotterpiste in den High Plains von Colorado

Die High Plains (wörtlich und geomorphologisch = Hochebene) sind eine Teilregion der amerikanischen Great Plains, deren westlichen Teil sie umfassen und die sich etwa vom Westen der Bundesstaaten Nebraska, Kansas und Oklahoma bis an den Fuß der Rocky Mountains erstreckt. Anteil an den High Plains haben damit außerdem der Osten Colorados, der Osten New Mexicos, der Nordwesten von Texas sowie der Südosten Wyomings. Mitunter werden auch Teile von South Dakota und North Dakota dazugezählt. Von Ost nach West steigt die Landhöhen der High Plains allmählich von etwa 750 m (2500 ft) bis über 1800 m (6000 ft).
Die High Plains sind eine halbtrockene Region, in der jährlich nur zwischen 250 und 500 mm (10–20 in) Niederschläge fallen. Infolge so geringer Feuchtigkeit sowie ihrer Höhenlage erfährt der größte Teil der Region extreme Temperaturschwankungen, die zwischen Tag und Nacht 33 Grad Celsius (91 Grad °F) betragen können. Dazu sind beständige, teils intensive, hauptsächlich aus Westen kommende Winde häufig. Infolge dieser Bedingungen weisen die High Plains, vor allem in den nördlichen und westlichen Gebieten, eine der niedrigsten Bevölkerungsdichten der kontinentalen USA auf. So hat der US-Bundesstaat Wyoming hinter Alaska die zweitniedrigste Bevölkerungsdichte des Landes. Ausnahmen bilden Städte wie Amarillo und Lubbock im Westen von Texas, die bereits mehr als 200.000 Einwohner haben.
Die Kurzgrasprärien der High Plains sind zumeist von Feigenkakteen und Buschland überzogen. Die landwirtschaftliche Nutzung umfasst vor allem Rinderzucht und, dank in großem Umfang eingesetzter künstlicher Bewässerung aus dem Ogallala-Aquifer, den Anbau von Mais, Weizen und Sonnenblumen. Weitere wirtschaftliche Aktivitäten beinhalten die Förderung von Erdgas, Erdöl und die Nutzung von Windenergie.